# Jefatura de Gabinete de Ministros
La Jefatura de Gabinete de Ministros es un cargo ministerial de la República Argentina, desempeñado por un jefe de Gabinete. Corresponde a un funcionario de la Constitución Nacional y surge como consecuencia de la reforma constitucional de 1994, al incorporar una figura del sistema parlamentario que concentre funciones administrativas y sea nexo entre el poder ejecutivo y el poder legislativo, y así atenuar el poder presidencial. Desde el 27 de mayo de 2024, el cargo es ejercido por Guillermo Francos.
Su rol, atribuciones y obligaciones se detallan en los artículos 100 y 101 de la Constitución Nacional, profundizadas en el art. 16 del Decreto 684/2003. Designado por el presidente de la Nación, es el ministro con mayor rango, ya que es el único con responsabilidad política ante el Congreso, puede ser interpelado por cualquiera de las dos cámaras y removido por el voto de la mayoría absoluta de ambas cámaras, sin el procedimiento de un juicio político. 
Entre sus funciones, asiste al presidente en la administración nacional, supervisa las políticas públicas del gobierno, encabeza y coordina el trabajo de los ministerios y realiza una rendición de cuentas mensual ante el Congreso. El jefe de Gabinete ejerce la administración general del país y, junto con los demás ministros, refrenda y legaliza los actos del presidente por medio de su firma, sin cuyo requisito carecen de eficacia.

## Atribuciones
Entre las funciones que la Constitución asigna al Jefe de Gabinete de Ministros se encuentran:
- ejercer la administración general del país, coordinar y preparar las reuniones de gabinete de ministros,
- hacer recaudar las rentas de la Nación,
- ejecutar la Ley de Presupuesto Nacional y cumplir con aquellas responsabilidades que le delegue el presidente de la Nación.

El ejercicio de estas funciones está relacionado con la supervisión de las políticas públicas del Gobierno Nacional. Hay tres aspectos de esta tarea que el Jefe de Gabinete realiza:

### Coordinación interministerial
Coordina y controla las actividades entre los diferentes ministerios para el cumplimiento de las políticas públicas y objetivos propuestos. Coordina las reuniones de gabinete y las preside cuando el presidente no está. Además en acuerdo de gabinete debe resolver sobre los temas que le indique el Poder Ejecutivo, o por su propia decisión, en el ámbito de su competencia.
Junto con los demás ministros secretarios tienen a su cargo el despacho de los negocios de la Nación, y refrendan y legalizan los actos del Presidente por medio de su firma, sin cuyo requisito carecen de eficacia.

### Enlace parlamentario
Realiza funciones de enlace entre el poder ejecutivo y el legislativo. Entre ellas refrenda decretos y presenta informes de situación a cada una de las Cámaras, una vez por mes, sobre el cumplimiento de objetivos y políticas públicas implementadas por los ministerios.
Anualmente junto con los demás ministerios elabora la Memoria del Estado de la Nación que presenta ante el Congreso.

### Relación con las provincias y municipios
Coordina el seguimiento de la relación fiscal entre la Nación y las provincias.

### Competencias
De acuerdo a la Ley 22 520, las competencias del ministerio son, entre otras, «Ejercer la administración general del país y asistir al Presidente de la Nación en la conducción política de dicha administración»; y «Coordinar las relaciones del Poder Ejecutivo Nacional con ambas Cámaras del Honorable Congreso de la Nación, sus Comisiones e integrantes, en cumplimiento de las atribuciones que le asigna la Constitución Nacional procurando la mayor fluidez en dichas relaciones y el más pronto trámite de los mensajes del Presidente de la Nación que promuevan la iniciativa legislativa».

## Estructura
La Jefatura de Gabinete de Ministros se organiza de la siguiente forma:
- Secretaría de Asuntos Estratégicos
  - Subsecretaría de Articulación Institucional de Asuntos Estratégicos
  - Subsecretaría de Análisis y Planificación Internacional
- Secretaría de Innovación, Ciencia y Tecnología
  - Subsecretaría de Gestión Administrativa de Innovación, Ciencia y Tecnología
  - Subsecretaría de Tecnologías de la Información y las Comunicaciones
  - Subsecretaría de Innovación
  - Subsecretaría de Ciencia y Tecnología
  - Ente Nacional de Comunicaciones
  - Banco Nacional de Datos Genéticos
  - Comisión Nacional de Actividades Espaciales
  - Agencia Nacional de Promoción de la Investigación, el Desarrollo Tecnológico y la Innovación
  - Consejo Nacional de Investigaciones Científicas y Técnicas
  - Vehículo Espacial de Nueva Generación S. A.
  - Empresa Argentina de Soluciones Satelitales - ARSAT S.A.
  - Correo Oficial de la República Argentina S. A.
- Comisión Nacional de Energía Atómica

Vicejefatura de Gabinete Ejecutiva
- Secretaría de Coordinación Legal y Administrativa
  - Subsecretaría Legal
  - Subsecretaría de Gestión Administrativa
- Secretaría Ejecutiva de Gobierno
  - Subsecretaría de Coordinación Interministerial
  - Subsecretaría de Evaluación Presupuestaria
  - Oficina Nacional de Contrataciones
  - Corporación Antiguo Puerto Madero S.A.
- Secretaría de Relaciones Parlamentarias e Institucionales 
  - Subsecretaría de Asuntos Parlamentarios
- Agencia de Acceso a la Información Pública
- Agencia de Administración de Bienes del Estado

Vicejefatura de Gabinete del Interior
- Subsecretaría de Interior
- Subsecretaría de Asuntos Políticos
- Secretaría de Coordinación Legal y Administrativa de Interior
  - Subsecretaría Legal de Interior
  - Subsecretaría de Gestión Administrativa de Interior
- Secretaría de Provincias y Municipios
  - Subsecretaría de Relaciones con las Provincias
  - Subsecretaría de Relaciones con los Municipios
- Secretaría de Turismo, Ambiente y Deportes
  - Subsecretaría de Gestión Administrativa de Turismo, Ambiente y Deportes
  - Subsecretaría de Turismo
  - Subsecretaría de Ambiente
  - Subsecretaría de Deportes
  - Instituto Nacional de Promoción Turística
  - Comisión Nacional Antidopaje
  - Ente Nacional de Alto Rendimiento Deportivo
- Dirección Nacional de Migraciones
- Registro Nacional de las Personas
- Instituto Nacional de Asuntos Indígenas
- Administración de Parques Nacionales

## Sedes
Desde su creación en 1994, la Jefatura de Gabinete tiene por sede principal el ex edificio SOMISA en Av. Presidente Julio A. Roca 782. Construido para la empresa siderúrgica SOMISA con una estructura totalmente hecha en acero, pasó a manos del Estado Nacional con la privatización de la compañía en 1991, cuando su interventor Jorge Triaca remató el edificio completo.
De todas formas, el Despacho del Jefe de Gabinete de Ministros, la Secretaría de Gabinete y la Secretaría de Comunicación Pública se encuentran en oficinas de la Casa Rosada, sede de la Presidencia de la Nación. Otras dependencias funcionan en otros inmuebles: parte de la Secretaría de Gabinete está en el antiguo Banco Argentino Uruguayo (Av. Presidente Roque Sáenz Peña 511); la Secretaría de Ambiente y Desarrollo Sustentable está en San Martín 451 y la Comisión Nacional de Tierras para el Hábitat Social «Padre Carlos Mugica» está en Av. Corrientes 1302.

## Organización
| N.º | Fotografía                                    | Jefe de Gabinete        | Partido                        | Partido                                | Periodo                                            | Presidente                                        |
| --- | --------------------------------------------- | ----------------------- | ------------------------------ | -------------------------------------- | -------------------------------------------------- | ------------------------------------------------- |
| 1   |                                               | Eduardo Bauzá           |                                | Partido Justicialista                  | 8 de julio de 1995 - 5 de junio de 1996            | Carlos Saúl Menem                                 |
| 2   |                                               | Jorge Rodríguez         |                                | Partido Justicialista                  | 5 de junio de 1996 - 10 de diciembre de 1999       | Carlos Saúl Menem                                 |
| 3   |                                               | Rodolfo Terragno        |                                | Unión Cívica Radical                   | 10 de diciembre de 1999 - 6 de octubre de 2000     | Fernando de la Rúa                                |
| 4   |                                               | Chrystian Colombo       |                                | Unión Cívica Radical                   | 6 de octubre de 2000 - 20 de diciembre de 2001     | Fernando de la Rúa                                |
| 5   |                                               | Humberto Schiavoni      |                                | Movimiento de Integración y Desarrollo | 20 de diciembre de 2001 - 23 de diciembre de 2001  | Ramón Puerta                                      |
| 6   |                                               | Luis Lusquiños          |                                | Partido Justicialista                  | 23 de diciembre de 2001 - 30 de diciembre de 2001  | Adolfo Rodríguez Saá                              |
| 7   |                                               | Antonio Cafiero         |                                | Partido Justicialista                  | 30 de diciembre de 2001 - 2 de enero de 2002       | Eduardo Camaño                                    |
| 8   |                                               | Jorge Capitanich        |                                | Partido Justicialista                  | 2 de enero de 2002 - 3 de mayo de 2002             | Eduardo Duhalde                                   |
| 9   |                                               | Alfredo Atanasof        |                                | Partido Justicialista                  | 3 de mayo de 2002 - 25 de mayo de 2003             | Eduardo Duhalde                                   |
| 10  |                                               | Alberto Fernández       |                                | Partido Justicialista                  | 25 de mayo de 2003 - 10 de diciembre de 2007       | Néstor Kirchner                                   |
| 10  | 10 de diciembre de 2007 - 23 de julio de 2008 | Alberto Fernández       | Cristina Fernández de Kirchner | Partido Justicialista                  |                                                    |                                                   |
| 11  |                                               | Sergio Massa            | Cristina Fernández de Kirchner |                                        | Partido Justicialista                              | 23 de julio de 2008 - 7 de julio de 2009          |
| 12  |                                               | Aníbal Fernández        | Cristina Fernández de Kirchner |                                        | Partido Justicialista                              | 7 de julio de 2009 - 10 de diciembre de 2011      |
| 13  |                                               | Juan Manuel Abal Medina | Cristina Fernández de Kirchner |                                        | Partido Justicialista                              | 10 de diciembre de 2011 - 20 de noviembre de 2013 |
| 14  |                                               | Jorge Capitanich        | Cristina Fernández de Kirchner |                                        | Partido Justicialista                              | 20 de noviembre de 2013 - 26 de febrero de 2015   |
| 15  |                                               | Aníbal Fernández        | Cristina Fernández de Kirchner |                                        | Partido Justicialista                              | 26 de febrero de 2015 - 10 de diciembre de 2015   |
| 16  |                                               | Marcos Peña             |                                | Propuesta Republicana                  | 10 de diciembre de 2015 - 10 de diciembre de 2019  | Mauricio Macri                                    |
| 17  |                                               | Santiago Cafiero        |                                | Partido Justicialista                  | 10 de diciembre de 2019 - 20 de septiembre de 2021 | Alberto Fernández                                 |
| 18  |                                               | Juan Manzur             |                                | Partido Justicialista                  | 20 de septiembre de 2021 - 15 de febrero de 2023   | Alberto Fernández                                 |
| 19  |                                               | Agustín Rossi           |                                | Partido Justicialista                  | 15 de febrero de 2023 - 10 de diciembre de 2023    | Alberto Fernández                                 |
| 20  |                                               | Nicolás Posse           |                                | Independiente                          | 10 de diciembre de 2023 - 27 de mayo de 2024       | Javier Milei                                      |
| 21  |                                               | Guillermo Francos       |                                | La Libertad Avanza                     | 27 de mayo de 2024 - en el cargo                   | Javier Milei                                      |

### Secretarías ministeriales
| Secretarías centralizadas de la Jefatura de Gabinete | Secretarías centralizadas de la Jefatura de Gabinete | Secretarías centralizadas de la Jefatura de Gabinete          | Secretarías centralizadas de la Jefatura de Gabinete | Secretarías centralizadas de la Jefatura de Gabinete | Secretarías centralizadas de la Jefatura de Gabinete | Secretarías centralizadas de la Jefatura de Gabinete | Secretarías centralizadas de la Jefatura de Gabinete | Secretarías centralizadas de la Jefatura de Gabinete |
| Ministerio                                           | Ministro                                             | Secretaría                                                    | Titular                                              | Período                                              | Período                                              | Partido                                              | Partido                                              | Des.                                                 |
| Ministerio                                           | Ministro                                             | Secretaría                                                    | Titular                                              | Inicio                                               | Final                                                | Partido                                              | Partido                                              | Des.                                                 |
| ---------------------------------------------------- | ---------------------------------------------------- | ------------------------------------------------------------- | ---------------------------------------------------- | ---------------------------------------------------- | ---------------------------------------------------- | ---------------------------------------------------- | ---------------------------------------------------- | ---------------------------------------------------- |
| Jefatura de Gabinete                                 | Guillermo Francos                                    | Secretaría de Asuntos Estratégicos                            | Jorge Antelo                                         | 19 de diciembre de 2023                              | 10 de junio de 2024                                  |                                                      | Independiente                                        |                                                      |
| Jefatura de Gabinete                                 | Guillermo Francos                                    | Secretaría de Asuntos Estratégicos                            | José Luis Vila                                       | 10 de junio de 2024                                  | En el cargo                                          |                                                      | Unión Cívica Radical                                 | [ 7 ]                                                |
| Jefatura de Gabinete                                 | Guillermo Francos                                    | Secretaría de Innovación, Ciencia y Tecnología                | José Cosentino                                       | 19 de diciembre de 2023                              | 6 de junio de 2024                                   |                                                      | Independiente                                        |                                                      |
| Jefatura de Gabinete                                 | Guillermo Francos                                    | Secretaría de Innovación, Ciencia y Tecnología                | Darío Genua                                          | 6 de junio de 2024                                   | En el cargo                                          |                                                      | Independiente                                        |                                                      |
| Vicejefatura de Gabinete Ejecutiva                   | José Rolandi                                         | Secretaría de Coordinación Legal y Administrativa             | Juan Manuel Gallo                                    | 15 de diciembre de 2023                              | En el cargo                                          |                                                      | PRO                                                  | [ 8 ]                                                |
| Vicejefatura de Gabinete Ejecutiva                   | José Rolandi                                         | Secretaría Ejecutiva                                          | Nicolás Andrés Germán                                | 19 de julio de 2024                                  | En el cargo                                          |                                                      | Independiente                                        | [ 9 ]                                                |
| Vicejefatura de Gabinete Ejecutiva                   | José Rolandi                                         | Secretaría de Relaciones Parlamentarias e Institucionales     | Omar De Marchi                                       | 28 de diciembre de 2023                              | 01 de noviembre de 2024                              |                                                      | PRO                                                  | [ 10 ]                                               |
| Vicejefatura de Gabinete Ejecutiva                   | José Rolandi                                         | Secretaría de Relaciones Parlamentarias e Institucionales     | Oscar Moscariello                                    | 01 de noviembre de 2024                              | En el cargo                                          |                                                      | Partido Demócrata Progresista                        | [ 11 ]                                               |
| Vicejefatura de Gabinete del Interior                | Lisandro Catalán                                     | Secretaría de Coordinación Legal y Administrativa de Interior | Alberto Haure                                        | 8 de enero de 2024                                   | 17 de octubre de 2024                                |                                                      | Independiente                                        | [ 12 ]                                               |
| Vicejefatura de Gabinete del Interior                | Lisandro Catalán                                     | Secretaría de Coordinación Legal y Administrativa de Interior | José Luis Pérsico                                    | 17 de octubre de 2024                                | En el cargo                                          |                                                      | Independiente                                        | [ 13 ]                                               |
| Vicejefatura de Gabinete del Interior                | Lisandro Catalán                                     | Secretaría de Provincias y Municipios                         | Javier Milano Rodríguez                              | 8 de enero de 2024                                   | En el cargo                                          |                                                      | Independiente                                        |                                                      |
| Vicejefatura de Gabinete del Interior                | Lisandro Catalán                                     | Secretaría de Turismo, Ambiente y Deportes                    | Daniel Scioli                                        | 30 de enero de 2024                                  | En el cargo                                          |                                                      | Partido Justicialista                                |                                                      |